# Obere Mühle (Nüdlingen)
Obere Mühle (amtlich: Mühle (obere); früher auch Hainmühle genannt) ist ein Gemeindeteil der Gemeinde Nüdlingen im unterfränkischen Landkreis Bad Kissingen in Bayern. Obere Mühle liegt in der Gemarkung Nüdlingen.

## Geographische Lage
Die Einöde liegt am Nüdlinger Bach, einem linken Zufluss der Fränkischen Saale. Eine Gemeindeverbindungsstraße führt an der Ostermühle vorbei nach Hausen zur Staatsstraße 2292 (3,1 km westlich) bzw. nach Nüdlingen zur Bundesstraße 297 (0,6 km südöstlich).

## Geschichte
Mit dem Gemeindeedikt (frühes 19. Jahrhundert) wurde Obere Mühle der neu gebildeten Ruralgemeinde Nüdlingen zugewiesen.